# Kraftwerk Geisling
Das Wasserkraftwerk Geisling ist ein Laufwasserkraftwerk an der Donau.
Das Kraftwerk liegt auf halbem Weg zwischen Regensburg und Straubing bei Geisling, einem Ort in der Gemeinde Pfatter.
Die Anlage besteht aus einem Wehr und dem im südlichen Teil des Wehres befindlichen Krafthaus. Die Fallhöhe der Staustufe bei Normalstau beträgt 7,30 Meter.
Die drei Kaplan-Turbinen haben eine Gesamtleistung von 25 MW. Der Netzanschluss erfolgt über eine Schaltanlage vor Ort auf der 20-kV-Mittelspannungsebene in das Stromnetz des Verteilnetzbetreibers Bayernwerk AG.
Die Großschifffahrtsschleuse Geisling liegt durch eine Insel getrennt am nördlichen Ufer auf dem Gebiet der Stadt Wörth an der Donau. Sie hat eine Kammer mit einer Nutzlänge von 230 Meter und einer Nutzbreite von 24 Meter und einer Fallhöhe von 7,30 Meter und wurde 1980 fertiggestellt.
Der Eigentümer des Kraftwerkes ist die Rhein-Main-Donau GmbH. Betrieben wird das Kraftwerk von der Uniper Kraftwerke GmbH.